# Puente de Alconétar
Die Puente de Alconétar (spanisch für „Brücke von Alconétar“), auch bekannt als Puente de Mantible, war eine römische Segmentbogenbrücke in der Provinz Cáceres in der spanischen Region Extremadura. Das antike Bauwerk zählt mit seinen flachgespannten Bögen (Pfeilverhältnis von 4–5:1) zu den frühesten Beispielen dieses Brückentyps überhaupt. Aufgrund ihrer Bauart wird angenommen, dass die Brücke im frühen 2. Jahrhundert n. Chr. unter den Kaisern Trajan oder Hadrian errichtet wurde, womöglich unter Anleitung von Apollodor von Damaskus, dem berühmtesten Baumeister seiner Zeit.
Die beinahe 300 m lange Alconétar-Brücke trug die Vía de la Plata, die bedeutendste Nord-Süd-Verbindung im westlichen Hispanien, über den Tajo, den längsten Fluss auf der Iberischen Halbinsel. Sie blieb wohl bis zur Reconquista in Betrieb, zahlreiche neuzeitliche Wiederaufbauversuche durch spanische Ingenieure scheiterten. Die Brückenreste, die im Wesentlichen am rechten Flussufer standen, wurden 1970 vor der Flutung des Alcántara-Stausees in Sicherheit gebracht.

## Lage und Straßenanbindung

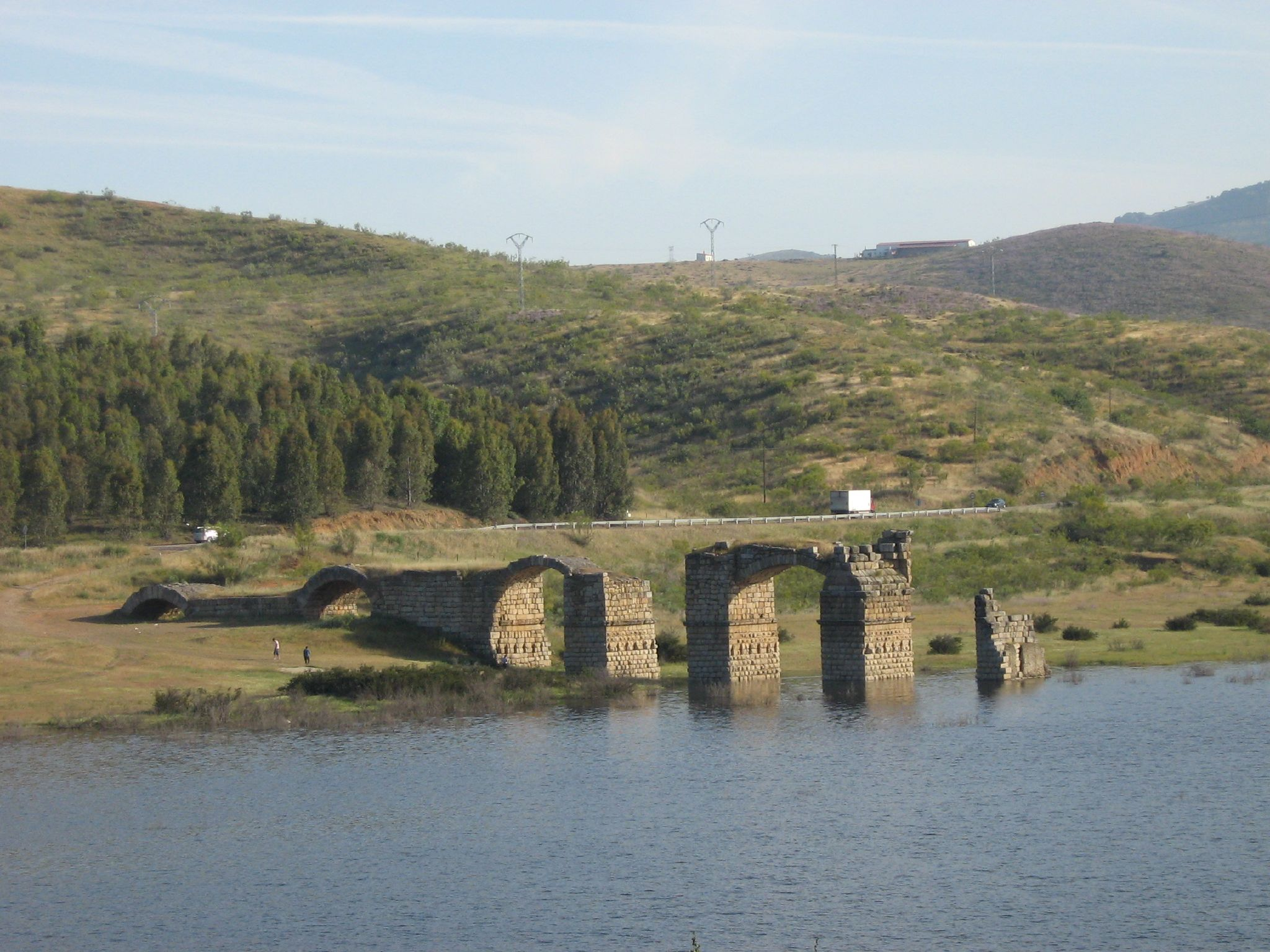
Die relozierten Brückenreste bei Hochwasser

Die historische Puente de Alconétar, die nicht mit der monumentalen Brücke von Alcántara weiter flussabwärts zu verwechseln ist, überbrückte den Tajo unweit der Mündung des Almonte im Herzen der spanischen Provinz Cáceres in der Region Extremadura. Die verkehrsgünstige Lage der Römerbrücke zwischen Nord- und Südspanien unterstreichen eine moderne Schnellstraße und eine Eisenbahnstrecke, die den Tajo in unmittelbarer Nähe überqueren. Die heute sichtbare Brückenruine wurde 1970 beim Bau der Alcántara-Talsperre von ihrem ursprünglichen Standort auf eine 6 km nördlich gelegene Wiese nahe der Gemeinde Garrovillas de Alconétar versetzt. Von der benachbarten antiken Brücke über den Almonte sind dagegen keine nennenswerten Reste erhalten geblieben.
Im Altertum gehörte die Alconétar-Brücke zur Römerstraße Iter ab Emerita Caesaraugustam, später auch als Vía de la Plata bezeichnet. Diese wichtige inneriberische Verbindung führte in Süd-Nord-Richtung von der Provinzhauptstadt Mérida durch die Flusstäler des Alagón, Tiétar und Tajo hinunter in die westliche Meseta mit ihren Hauptorten Salamanca und Zamora. Ihr Endpunkt lag in Astorga im Nordwesten. Die Vía de la Plata gehörte zu den vier Hauptwegen, die von Augustus (30 v. Chr.–14 n. Chr.) und seinen Nachfolgern zur militärischen Kontrolle der Halbinsel und zur Ausbeutung der reichen spanischen Gold- und Silbervorkommen erbaut wurden.
Außer dem Übergang über den Tajo lassen sich entlang der Straße die Überreste vier weiterer Brückenbauten aus der Antike identifizieren, nämlich über den Albarregas, den Aljucén, bei Cáparra und über den Tormes. Auf den Höhen oberhalb der Alconétar-Brücke wurde, wie es den damaligen Entfernungsintervallen entsprach, eine römische Mansio mit dem Namen Turmulus (span. Ad Túrmulos) eingerichtet, die vierte von insgesamt sechzehn im Streckenabschnitt zwischen Mérida und Astorga.

## Geschichte

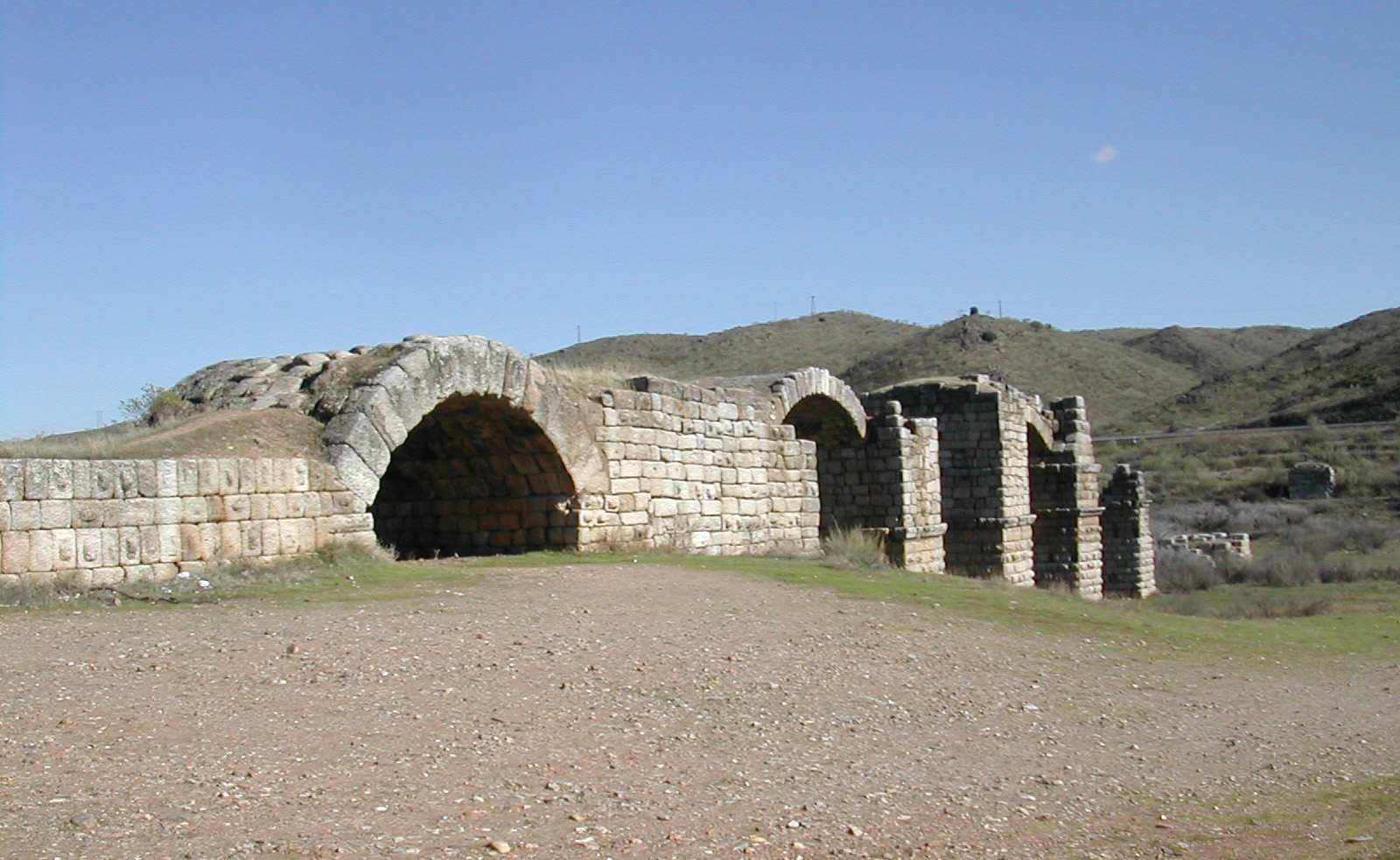
Brückenruine ab dem 2. Flutdurchlass

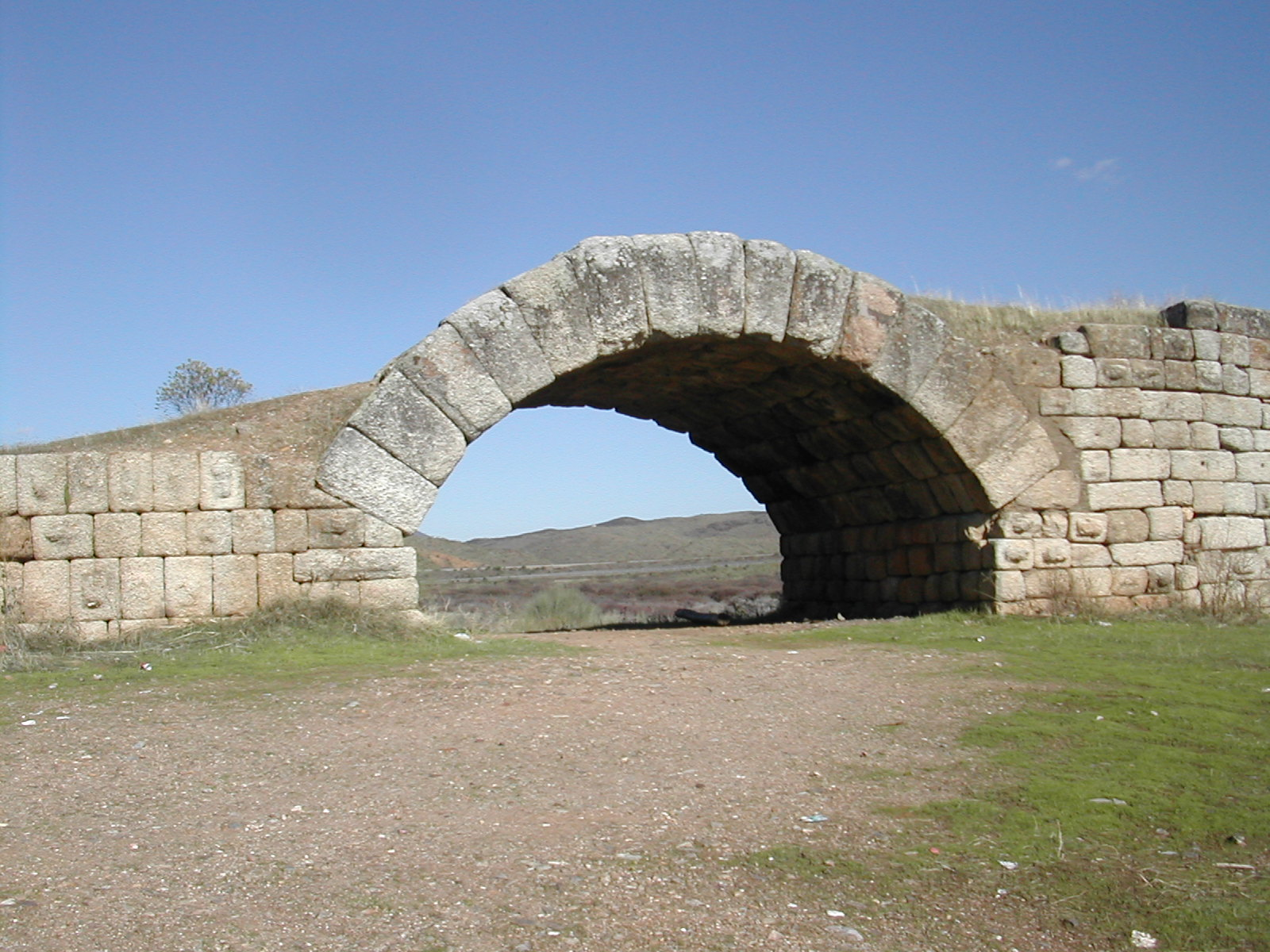
2. Flutdurchlass. Die Dicke der antiken Keilsteine beträgt 1,20 m.

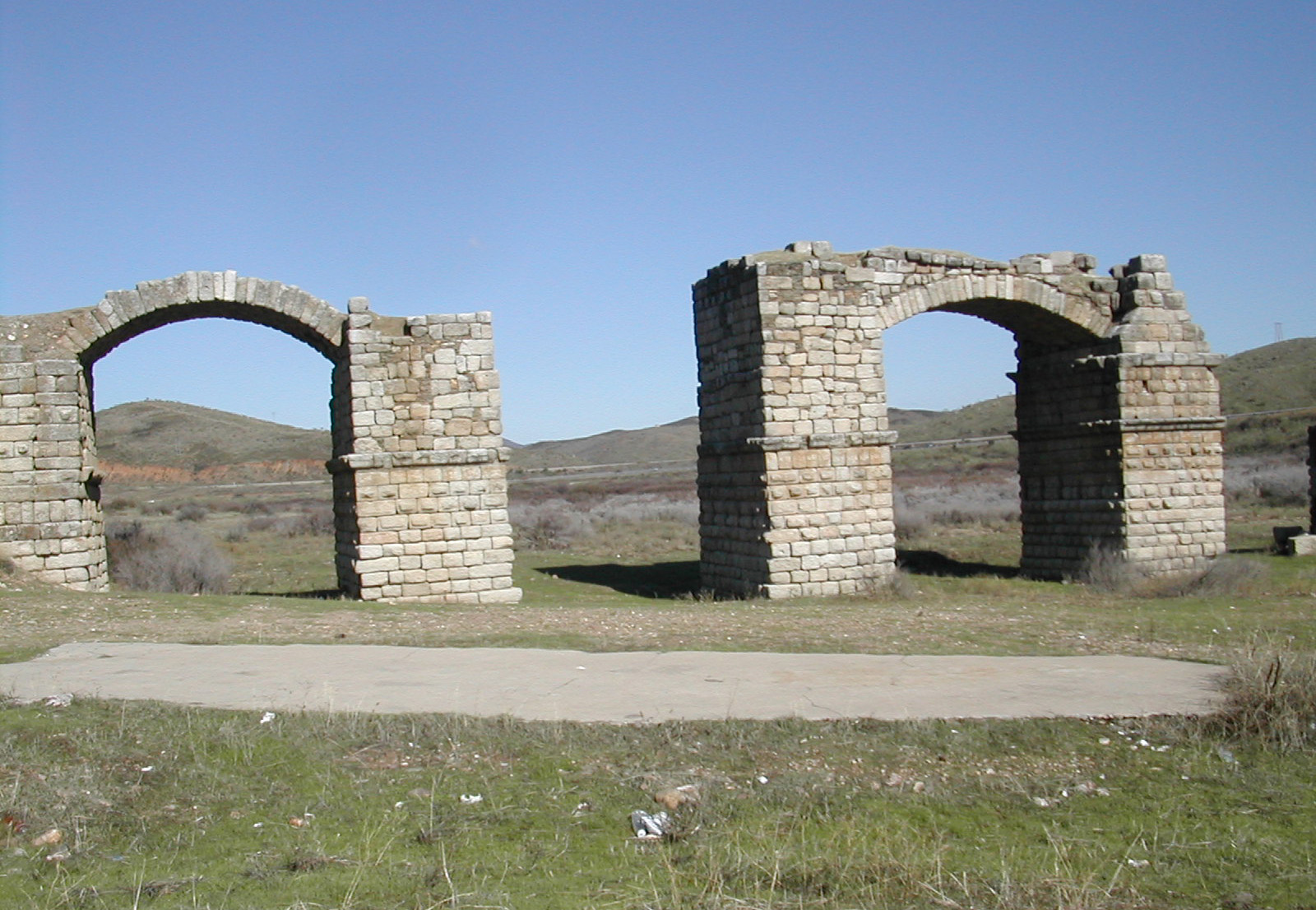
Die beiden Reparaturbögen 1 und 3 aus späterer Zeit

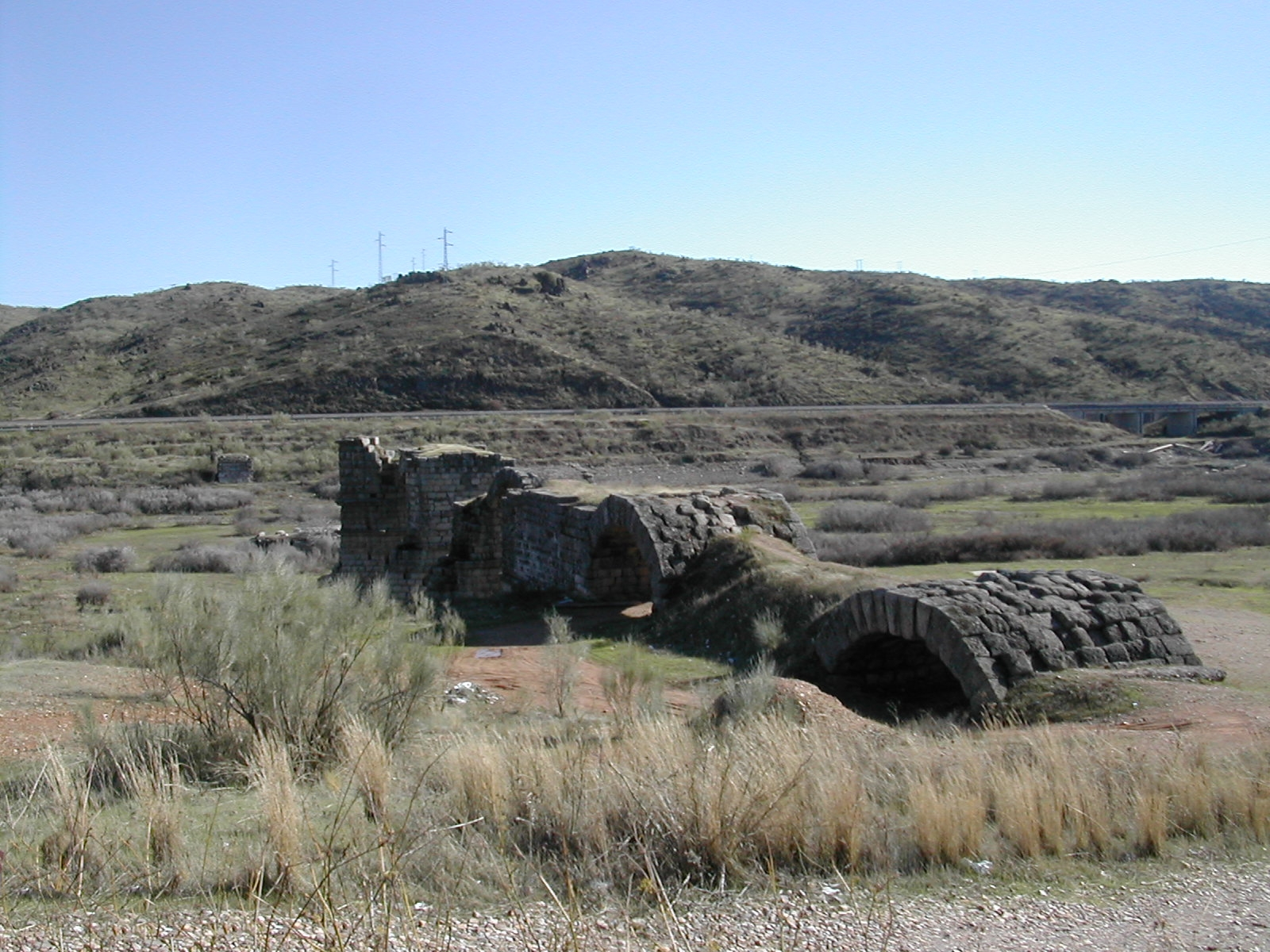
Totale

Das genaue Baudatum der Puente de Alconétar ist in Ermangelung literarischer oder epigrafischer Hinweise unbekannt. Ihre Segmentbögen legen jedoch eine Datierung ins frühe 2. Jahrhundert n. Chr. nahe, namentlich in die Ära Kaiser Trajans (98–117 n. Chr.), der selbst aus der spanischen Provinz Baetica stammte und bei seinem Regierungsantritt das Iter ab Emerita Caesaraugustam instand setzen ließ. Segmentbögen fanden bei Trajans Hofarchitekt Apollodor von Damaskus häufig Verwendung, so im Trajansforum und vor allem beim größten Ingenieurbauwerk der Zeit, der hölzernen Trajansbrücke, die auf 20 gewaltigen Betonpfeilern die über 1000 m breite Donau überspannte und zum Aufmarsch in den Dakerkriegen diente.
Auch arabische Geographen schweigen sich über die antike Brücke aus, obgleich sie die ebenfalls über den Tajo führende Römerbrücke von Alcántara in den höchsten Tönen loben. Immerhin lässt sich für das 13. Jahrhundert vorübergehend die Existenz einer Ortschaft namens Alconétar, Alconétara oder Alcontra (arab. kleine Brücke) nachweisen – womöglich eine indirekte Bezugnahme zur hochaufragenden Alcántara-Brücke. Ungeklärt bleibt auch, warum die Alconétar-Brücke im lokalen Volksmund als Puente de Mantible firmiert, eine Anspielung auf die Legende von Karl dem Großen und seinen Zwölf Paladinen.
Die Brücke blieb vermutlich bis zur Reconquista in Gebrauch, als der Tajo vom 11. bis zum 13. Jahrhundert die Grenze zwischen dem christlichen und arabischen Machtbereich bildete, und die häufigen Kampfhandlungen das antike Bauwerk leicht unbrauchbar gemacht haben könnten. Einer anderen Theorie zufolge könnte sich zu jener Zeit die langsame Unterspülung der antiken Fundamente negativ bemerkbar gemacht haben.
Urkundlich erwähnt wird die Puente de Alconétar erstmals 1231 und – nunmehr ausdrücklich unter Verkehr stehend – 1257. Wahrscheinlich wurde sie von den Tempelrittern instand gesetzt, die die Brücke samt dem Dorf Alconétar in der Zwischenzeit unter ihre Obhut genommen hatten; aus dieser Zeit sollen die heute noch sichtbaren Reparaturbögen 1 und 3 stammen. Bereits um 1340 scheint der Flussübergang jedoch wieder unbrauchbar gewesen zu sein, so dass zum Übersetzen Boote eingesetzt wurden, deren Gebrauch auch für spätere Zeiten belegt ist. An der Stelle des antiken Rastplatzes wurde im Mittelalter eine Festung errichtet, deren Turm aus römischen Spolien heute aus dem Stausee bei Niedrigwasser ragt.
Zahlreiche Versuche in der Neuzeit, die Brücke wieder in Betrieb zu setzen, verliefen ergebnislos: 1553 veranschlagte der Architekt Rodrigo Gil de Hontañón 80.000 Dukaten für die Instandsetzung, ohne dass es zu einer Umsetzung seiner Pläne kam. Auch das Bauvorhaben von Alonso de Covarrubias und Hernán Ruiz 1560 kam über das Stadium der Planung nicht hinaus, genauso wenig wie ein weiteres Projekt zwischen 1569 und 1580.
Im 18. Jahrhundert scheiterten 1730 und 1760–70 zwei erneute Reparaturversuche; beim letzteren sahen die Pläne des Militäringenieurs José García Galiano einen vollständigen Neubau mit drei weitgespannten Flachbögen vor. Der Planzeichnung lässt sich entnehmen, dass die erhaltenen Brückenbögen sich bereits damals auf das rechte Ufer beschränkten, was der Aufriss von Fernando Rodríguez aus dem Jahr 1797 und die ausgezeichneten Stiche in Alexandre de Labordes Voyage pittoresque de l'Espagne wenige Jahre später bestätigten. Der zeichnerische Rekonstruktionsversuch von Rodríguez (siehe Grafik unten) zeigt ein gleichmäßig ansteigendes Brückenprofil, das in Flussmitte von drei zentralen Rundbögen bestimmt wird, die zu beiden Seiten von neun weiteren Segmentbögen flankiert werden. Der symmetrische Charakter des Bogenwerks deutet darauf hin, dass in der Antike anstelle der flussaufwärts rechts gesehenen Uferbefestigung ein weiterer Segmentbogen gestanden haben könnte.
Grundlage der modernen wissenschaftlichen Auseinandersetzung mit der Puente de Alconétar bildet die Studie des Straßenbauingenieurs Antonio Prieto (1925), die den Zustand der Brücke vor ihrer Verlegung wiedergibt. Obgleich man um einen originalgetreuen Wiederaufbau sichtlich bemüht war, können laut Durán bei einer derartigen Aktion geringfügige Veränderungen des Baukörpers grundsätzlich nicht ausgeschlossen werden.
Die Puente de Alconétar wird von den spanischen Behörden seit 1931 als "historisches Erbe" geführt (Stand 2010).

## Konstruktion

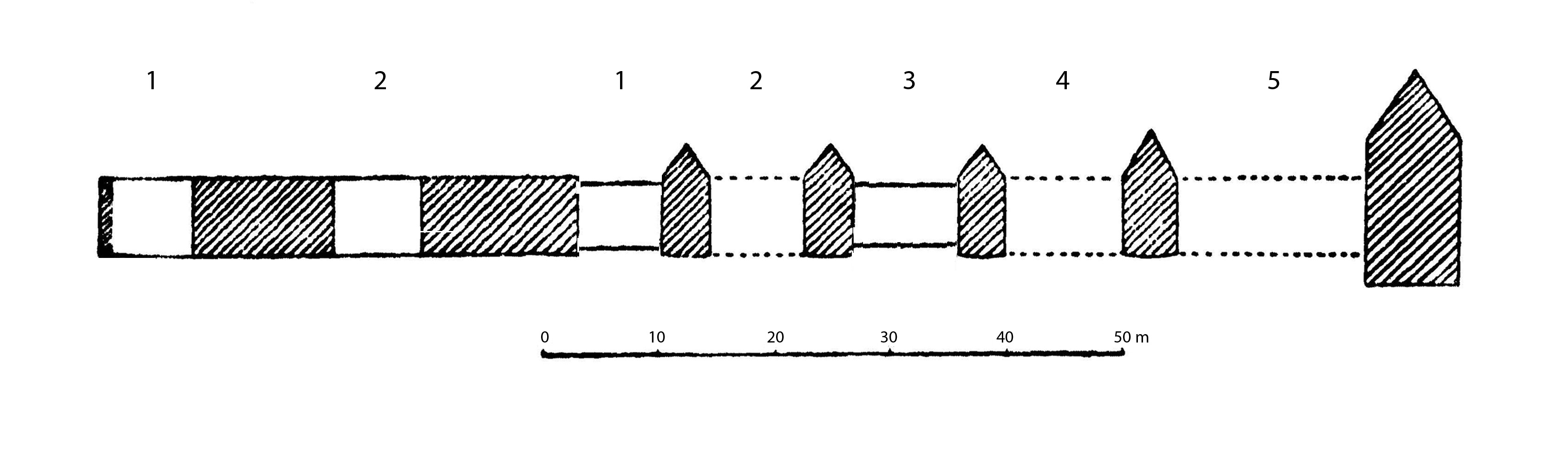
Grundriss des erhaltenen Brückenteils

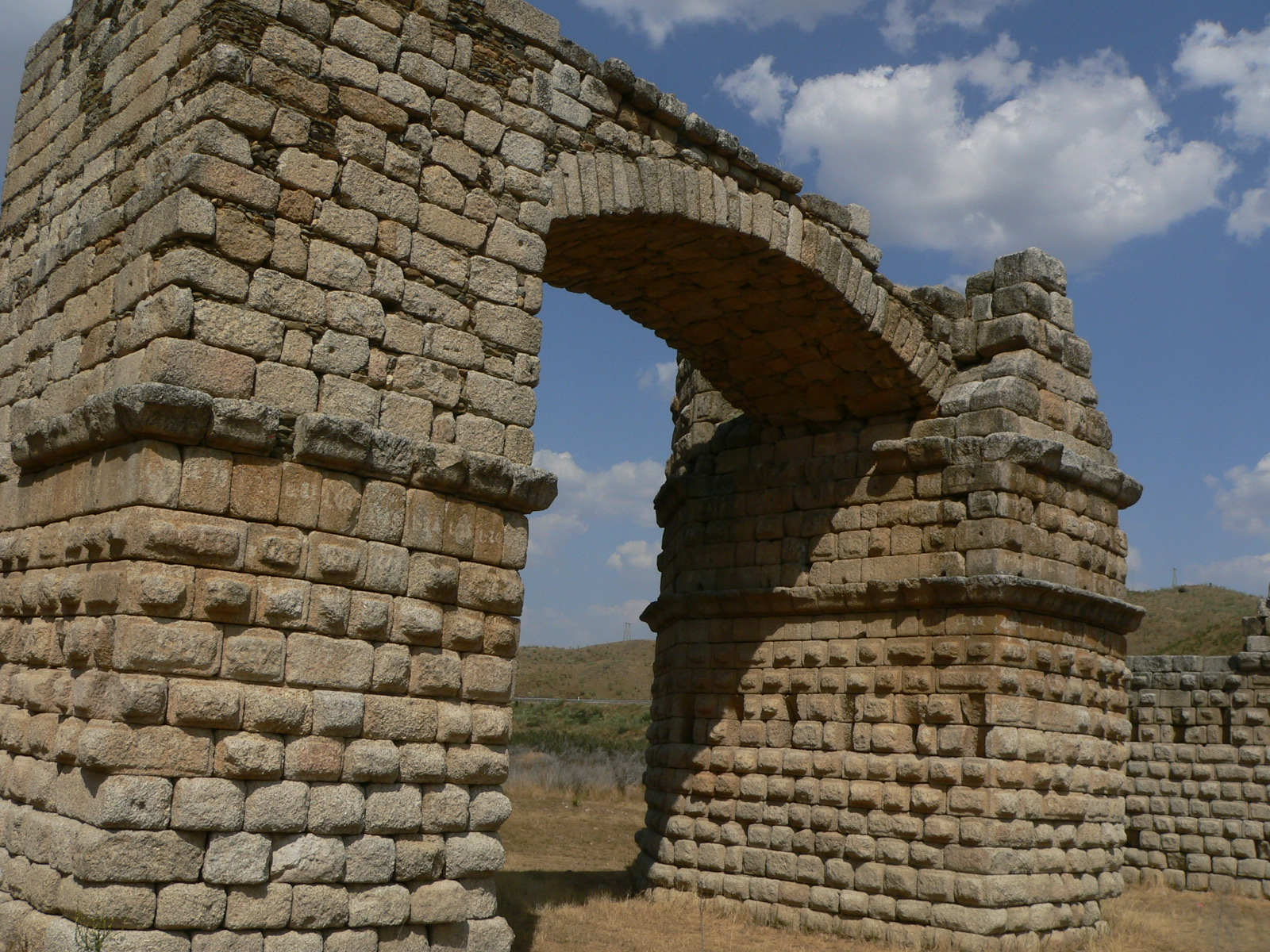
Der Reparaturbogen 3. Am rechten Pfeiler 3 lässt sich die schräge Auflagefläche für den römischen Segmentbogen gut erkennen.

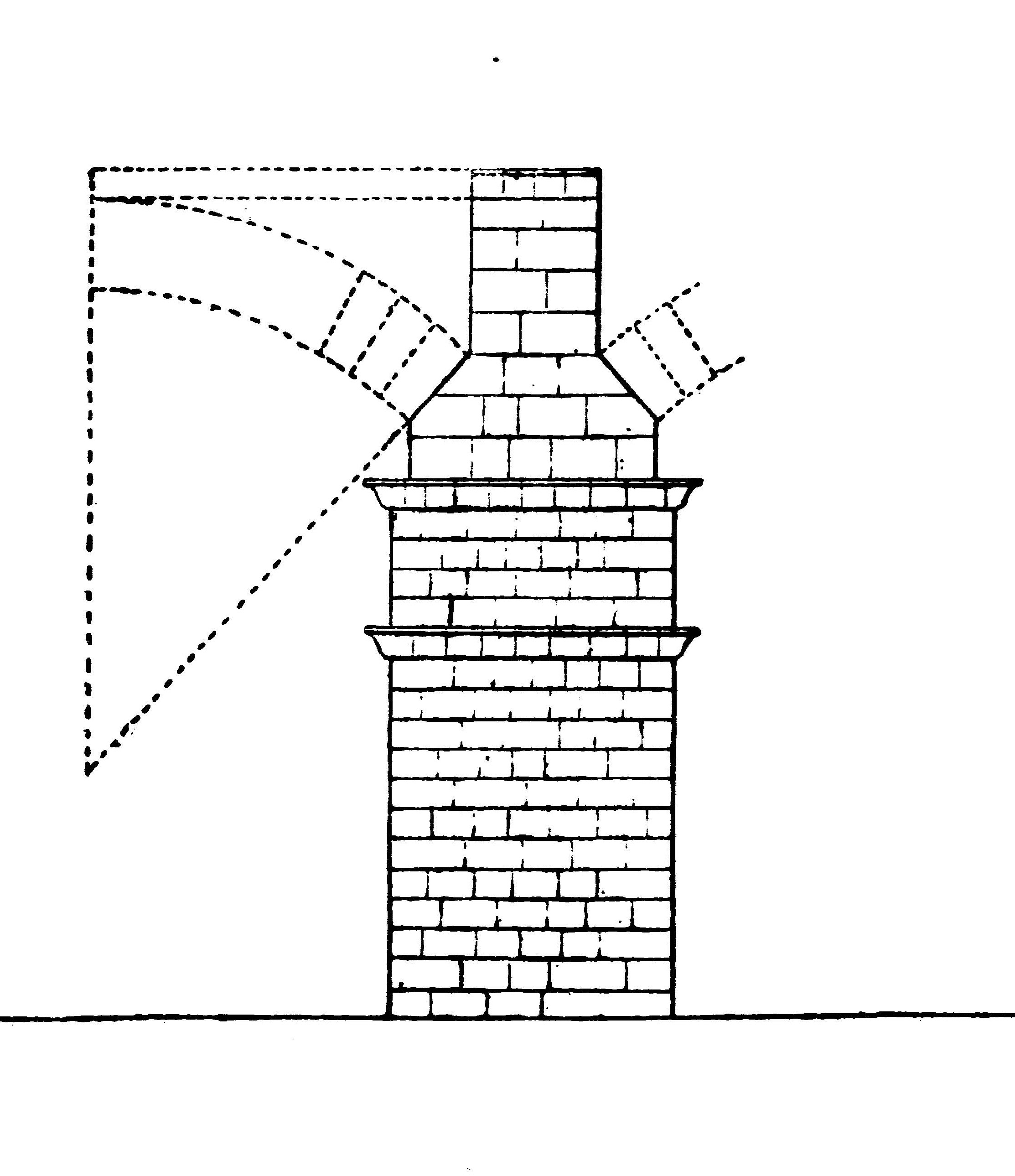
Seitenansicht des Pfeilers 3: Anhand des Neigungswinkels der original erhaltenen Auflageflächen für den Bogenansatz konnte das Pfeilverhältnis der antiken Segmentbögen ermittelt werden.

Hauptcharakteristikum der Puente de Alconétar waren ihre flachen Segmentbögen, die im antiken Brückenbau relativ selten Verwendung fanden. Prieto zufolge besaß die Brücke ohne die beiden Hochwasserdurchlässe der rechten Auffahrt sechzehn Bögen mit folgenden Spannweiten (Schätzungen in Klammern, alle in m):
7,30 – 8,20 – 9 – 10,15 – (11 – 12 – 13 – 14 – 15 – 14) – 13 – 12 – 11 – (10) – 9,30 – 9,10.
Andere Angaben reichen dagegen von elf bis fünfzehn Bögen. Die Gesamtlänge des geradlinig verlaufenden Bauwerks betrug 290 m, von denen 190 m auf die Überbrückung des Flussbetts bei Niedrigwasser entfielen. Addiert man die lichten Bogenweiten und nimmt auf Basis der erhaltenen Pfeiler eine durchschnittliche Pfeilerstärke von 4,4 m an, dann betrug die Entfernung zwischen beiden Brückenrampen 244 m (= 178 + 15 × 4,4), was einem Flussquerschnitt von 73 % entsprach. Zum Vergleich: Die entsprechenden Werte der Römerbrücken zu Córdoba, zu Mérida und Salamanca belaufen sich auf 62 %, 64 % und 80 %.
Die erhalten gebliebene Bausubstanz konzentrierte sich vor der Relozierung auf das rechte Tajo-Ufer, wo die Strömung weniger stark war; eine Anzahl Pfeilerstümpfe ragte aus der Flussmitte dicht über die Wasseroberfläche empor, während am linken Ufer noch zwei Pfeiler aufrecht standen, an die sich das linke Widerlager anschloss. Die 1970 versetzten Brückenteile waren im Wesentlichen (siehe Fotos): die rechte Brückenrampe mit ihren zwei bogenförmigen Flutöffnungen, die Pfeiler 1, 2, 3 mit den Resten von 4 und 6 sowie die Bogengewölbe 1 und 3. Die wenigen sonstigen Überreste versanken 1970 in den Fluten des Alcántara-Stausees.
Die Anrampung hat eine Länge von 42 m und eine Breite von 6,55–6,80 m. Die lichten Weiten der beiden Segmentbögen im Widerlager betragen 6,95 m und 7,40 m, was einer Überhöhung von 4,0 bzw. 3,3 zu 1 entspricht. Die passgenaue schräge Auflagefläche für die Kämpfersteine belegt eindeutig den römischen Ursprung dieser Bögen. Die 1,20 m mächtigen Keilsteine wirken im Verhältnis zur Spannweite stark überdimensioniert (Verhältnis von 1 zu 5,8 bzw. 6,2). Bei den beiden erhaltenen Brückenbögen Nr. 1 und 3 handelt es sich dagegen um wenig tragfähige Ersatzbögen aus unsauber vermauerten Bruchsteinen; ihr Alter ist wie das aller Reparaturarbeiten unbekannt, möglicherweise stammen sie aus der Zeit der Tempelritter.
Ebenfalls erkennbar nachantik ist das Mauerwerk der ersten beiden Brückenpfeiler oberhalb des unteren Gesims, das bei allen Pfeilern auf der gleichen Höhe vorkragt. Der Oberbau der Pfeiler könnte für eine Zugbrücke oder einen Turm rekonstruiert worden sein, der nach einer Abbildung in der Voyage pittoresque auf Pfeiler 2 aufsaß. Dagegen hat sich beim dritten Pfeiler die römische Bausubstanz bis zur Spitze von 12,50 m erhalten; das sorgfältig bearbeitete Quadermauerwerk und das zweite Gesims, das alle antiken Pfeiler durchlief, vermitteln den klarsten Eindruck von der Originalgestalt der Römerbrücke.
Insbesondere lässt sich anhand des Winkels der geneigten Auflagefläche für den Bogenansatz die Pfeilhöhe der originalen Segmentbögen recht genau rekonstruieren. Demnach beschrieb der dritte Bogen ursprünglich einen Kreisausschnitt von 95°, was auf ein Pfeilverhältnis im Bereich von 4–5 zu 1 bei den restlichen Segmentbögen schließen lässt. Dieser Wert wird durch die Stiche de Labordes gestützt, nach denen noch zu Beginn des 19. Jahrhunderts ein intakter römischen Segmentbogen das benachbarte vierte Joch überspannte. Damit gehört die Brücke von Alconétar – neben weiteren frühen Beispielen wie der Limyra-Brücke oder der Ponte San Lorenzo – zu den ältesten Segmentbogenbrücken der Welt und legt Zeugnis davon ab, dass römische Brückenbauer entgegen früheren Lehrmeinungen mit dem Flachbogen vertraut waren.
Die Pfeilerstärken nehmen mit 4,25 m, 4,45 m, 4,55 m und 4,80 m Richtung Flussmitte leicht zu, während die Intervalle zwischen den Pfeilern sich von 7,30 m auf 10,20 m vergrößern. Der fünfte und letzte erhaltene Flusspfeiler besitzt unter dem bezeichnenden Namen ‚Tisch des Bischofs‘ den bei weitem größten Querschnitt (8,10 m) und steht als Solitär weit vorgeschoben im Flussbett. Womöglich handelt es sich um einen mittelalterlichen Pfeiler, der anstelle zweier antiker Bögen als Fundament für einen Verteidigungsturm errichtet worden sein könnte. Alle fünf Pfeiler sind an der Oberstromseite mit spitz zulaufenden Wellenbrechern verstärkt.
Die Schalenmauer der Brückenpfeiler besteht aus örtlich geschlagenen Granitquadern, die ohne Mörtel- oder Ankerverbindungen in der Opus-quadratum-Bauweise aufgemauert wurden; das Innere der Pfeiler und der Rampen wurde wie bei vielen Römerbrücken mit römischen Beton verfüllt. Äußerlich dürften die für antike Verhältnisse und auch spätere Zeiten außergewöhnlich flachgespannten Bögen dem Bauwerk ein recht gedrungenes Profil verliehen haben, so dass die Fahrbahn entweder horizontal oder zu beiden Seiten leicht ansteigend verlief.

## Rekonstruktion und Abmessungen

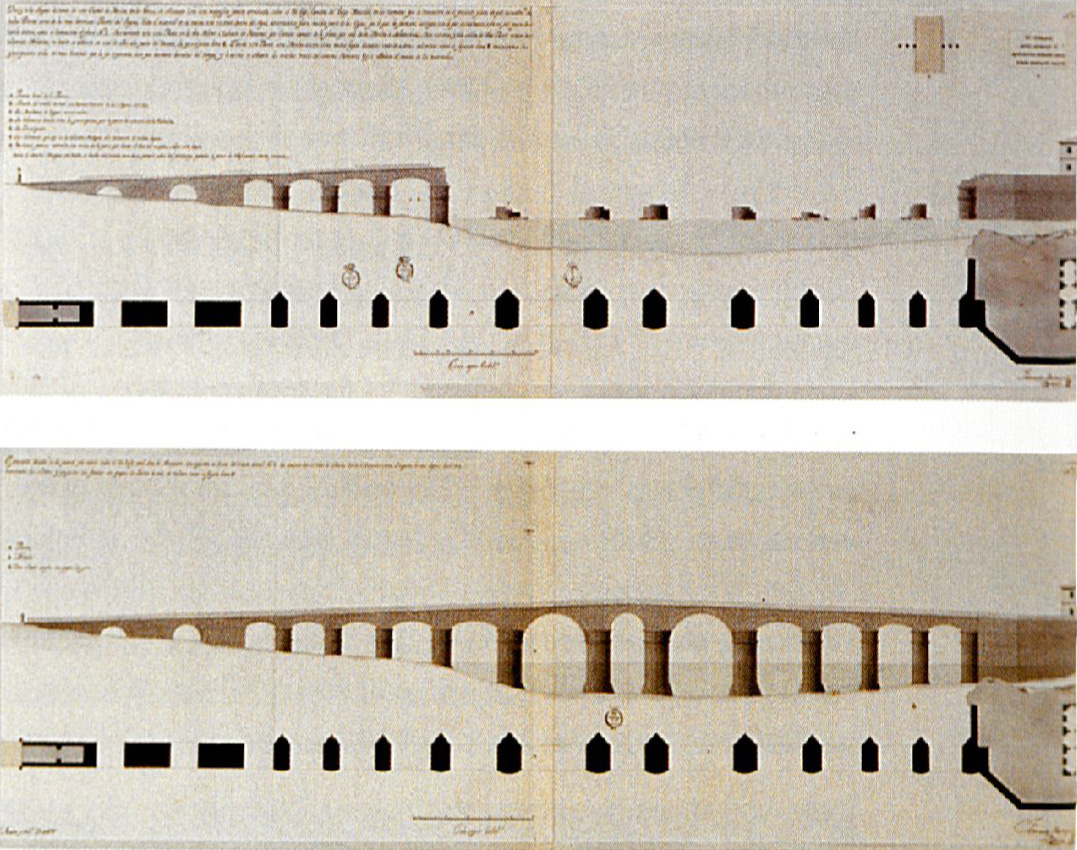
Seiten- und Grundriss von Fernando Rodríguez aus dem Jahr 1797 (Blick flussaufwärts). Oben der damalige Zustand, unten sein Rekonstruktionsversuch der römerzeitlichen Brücke.

| Brückenteil                 | Galiano (ca. 1770) | Rodríguez (1797) | Prieto (1925) | Durán (2004) |
| --------------------------- | ------------------ | ---------------- | ------------- | ------------ |
| Spannweite 1. Flutdurchlass | 06,86              | 07,04            | 07,00         | 06,95        |
| Rampenstärke                | 10,60              | 11,63            | 12,00         | 14,00        |
| Spannweite 2. Flutdurchlass | 07,40              | 07,10            | 07,50         | 07,40        |
| Rampenstärke                | 12,90              | 11,65            | 13,00         | 13,50        |
| Spannweite 1. Bogen         | 07,50              | 07,62            | 07,30         | 07,30        |
| Stärke 1. Pfeiler           | 05,60              | 04,17            | 04,25         | 04,25        |
| Spannweite 2. Bogen         | 09,00              | 08,44            | 08,20         | 08,10        |
| Stärke 2. Pfeiler           | 05,60              | 04,19            | 04,25         | 04,45        |
| Spannweite 3. Bogen         | 09,86              | 08,92            | 08,95         | 08,50        |
| Stärke 3. Pfeiler           | 05,50              | 04,21            | 04,25         | 04,55        |
| Spannweite 4. Bogen         | 10,10              | 10,32            | 10,15         | 10,20        |
| Stärke 4. Pfeiler           |                    | 04,81            | 04,80         |              |
| Spannweite 5. Bogen         |                    | 12,03            | (11,00)       |              |
| Stärke 5. Pfeiler           |                    | 06,21            |               |              |
| Spannweite 6. Bogen         |                    | 16,72            | (12,00)       |              |
| Stärke 6. Pfeiler           |                    | 06,21            |               |              |
| Spannweite 7. Bogen         |                    | 08,92            | (13,00)       |              |
| Stärke 7. Pfeiler           |                    | 06,21            |               |              |
| Spannweite 8. Bogen         |                    | 16,74            | (14,00)       |              |
| Stärke 8. Pfeiler           |                    | 06,21            |               |              |
| Spannweite 9. Bogen         |                    | 11,93            | (15,00)       |              |
| Stärke 9. Pfeiler           |                    | 04,79            |               |              |
| Spannweite 10. Bogen        |                    | 10,22            | (14,00)       |              |
| Stärke 10. Pfeiler          |                    | 04,19            |               |              |
| Spannweite 11. Bogen        |                    | 08,82            | 13,00         |              |
| Stärke 11. Pfeiler          |                    | 04,19            |               |              |
| Spannweite 12. Bogen        |                    | 08,38            | 12,00         |              |
| Stärke 12. Pfeiler          |                    | 04,19            |               |              |
| Spannweite 13. Bogen        |                    |                  | 11,00         |              |
| Stärke 13. Pfeiler          |                    |                  |               |              |
| Spannweite 14. Bogen        |                    |                  | (10,00)       |              |
| Stärke 14. Pfeiler          |                    |                  |               |              |
| Spannweite 15. Bogen        |                    |                  | 09,30         |              |
| Stärke 15. Pfeiler          |                    |                  |               |              |
| Spannweite 16. Bogen        |                    |                  | 09,10         |              |